# Чемпионат мира по шоссейным велогонкам 2018 — групповая гонка (женщины)

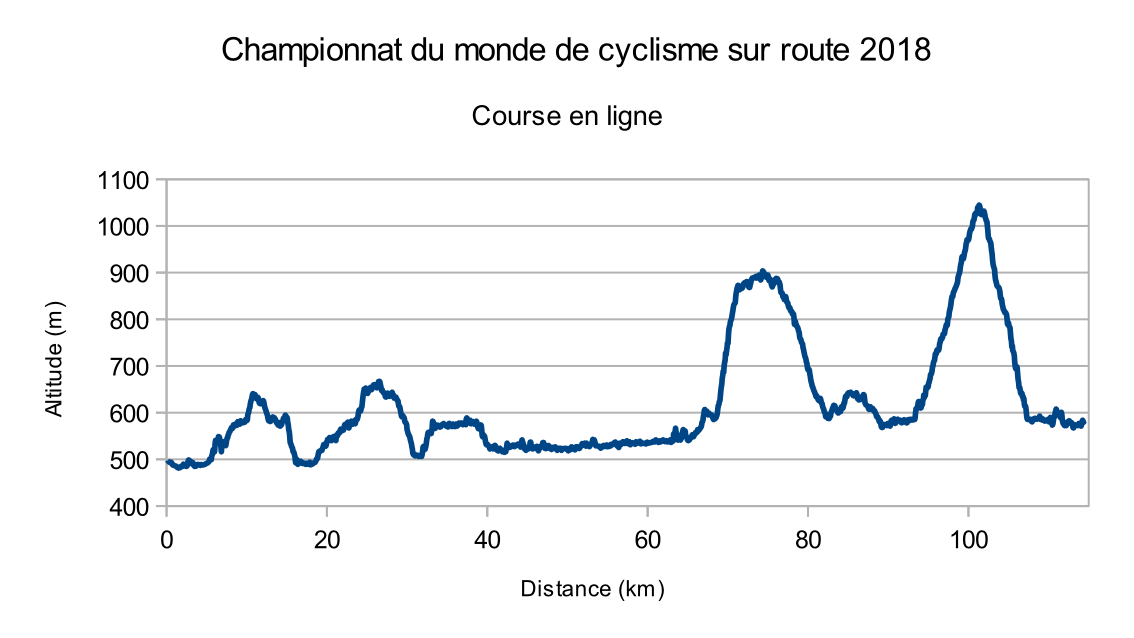
Профиль подъездной части дистанции и один раз основного круга

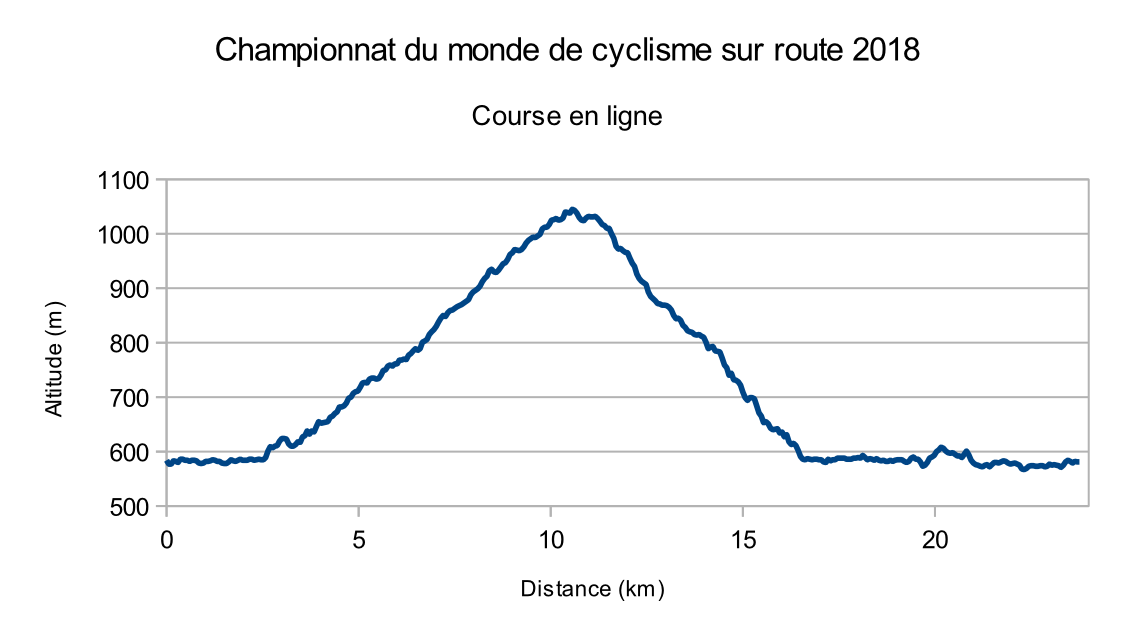
Профиль основного круга

Групповая гонка у женщин на чемпионате мира по шоссейным велогонкам 2018 года прошла 29 сентября в австрийском Инсбруке.

## Участники
Страны-участницы определялись на основании рейтинга UCI Women’s Team. Максимальное количество гонщиков в команде не могло превышать 7 человек. Помимо этого вне квоты могли участвовать действующие чемпион мира и чемпионы континентальных чемпионатов. Всего участие приняло 149 участниц из 24 стран.
| 7 участниц                                       | 6 участниц                                                                                           | 5 участниц                                         | 1 участница                       |
| Австралия · Германия · Италия · Нидерланды · США | Бельгия · Канада · Куба · Дания · Испания · Франция · Новая Зеландия · Польша · Великобритания · ЮАР | Люксембург · Норвегия · Россия · Словения · Швеция | Китай · Чехия · Эритрея · Вьетнам |

## Маршрут
Протяженностью маршрута составила 150,6 километра. Старт располагался в Раттенберге. Первые 84,8 километров проходили по равнине в округе Швац через города Бух-бай-Енбах и Шарниц где пересекали реку Инн. Далее заехав в Терфенс предстояло преодолеть первый подъём протяжённостью 2,6 километра со средним градиентом 7% и максимальным до 14%, вертикальный подъём составил 350 метров. Его вершина располагалась на равнине в Гнаденвальде. После этого следовал спуск через Абзам, Таур и Рум до Инсбрука.
После этого предстояло преодолеть основной круг для групповой гонки расположенный в районе Инсбрука три раза. Протяжённость круга составляла 23,8 километра. Он включал подъём от Альдранса до горнолыжного курорта Пачеркофель расположенного на высоте 2446 м протяжённостью 7,9 километра с максимальным градиентом до 10%. Затем следовал 6 километровый спуск через небольшие города Игльс и Вилль, проходя мимо лыжного трамплина Бергизель и футбольного стадиона Тиволи в центре Инсбрука. Заключительная часть круга длинною 7 километров по равнине проходила в районе Брюке-Хёттингер-Аю до Святого Николауса, где они пересекали мост Кеттенбрюке. Финишный отрезок проходил по широкому бульвару Rennweg до финиша перед Императорским дворцом Хофбург.

## Результаты
| \| Генеральная классификация \| Генеральная классификация \| Генеральная классификация \| Генеральная классификация \| Генеральная классификация \| \| Гонщик \| Гонщик \| Команда \| Время \| \| \| ------------------------- \| ------------------------- \| ------------------------- \| ------------------------- \| ------------------------- \| \| 1-й \| Анна Ван дер Брегген \| Нидерланды \| 4ч 11' 04 \| \| \| 2-й \| Аманда Спратт \| Австралия \| + 3' 42 \| \| \| 3-й \| Татьяна Гудерцо \| Италия \| + 5' 26 \| \| \| 4-й \| Эмилия Фахлин \| Швеция \| + 6' 13 \| \| \| 5-й \| Малгожата Ясинска \| Польша \| + 6' 13 \| \| \| 6-й \| Кэрол-Энн Канюэль \| Канада \| + 6' 17 \| \| \| 7-й \| Аннемик ван Влётен \| Нидерланды \| + 7' 05 \| \| \| 8-й \| Эми Питерс \| Нидерланды \| + 7' 05 \| \| \| 9-й \| Люсинда Бранд \| Нидерланды \| + 7' 17 \| \| \| 10-й \| Рут Уиндер \| США \| + 7' 17 \| \| |                      |            |           |
| |                      |            |           |
| Источник: ProCyclingStats |                      |            |           |
| Генеральная классификация |                      |            |           |
| Гонщик | Гонщик               | Команда    | Время     |
| 1-й | Анна Ван дер Брегген | Нидерланды | 4ч 11' 04 |
| 2-й | Аманда Спратт        | Австралия  | + 3' 42   |
| 3-й | Татьяна Гудерцо      | Италия     | + 5' 26   |
| 4-й | Эмилия Фахлин        | Швеция     | + 6' 13   |
| 5-й | Малгожата Ясинска    | Польша     | + 6' 13   |
| 6-й | Кэрол-Энн Канюэль    | Канада     | + 6' 17   |
| 7-й | Аннемик ван Влётен   | Нидерланды | + 7' 05   |
| 8-й | Эми Питерс           | Нидерланды | + 7' 05   |
| 9-й | Люсинда Бранд        | Нидерланды | + 7' 17   |
| 10-й | Рут Уиндер           | США        | + 7' 17   |